# Lớp tàu khu trục W và Z
Lớp tàu khu trục W và Z là một lớp tàu khu trục được Hải quân Hoàng gia Anh Quốc chế tạo trong Chiến tranh Thế giới thứ hai. Hạ thủy vào những năm 1943-1944 trong Chương trình Tàu khu trục Khẩn cấp Chiến tranh, chúng được đặt hàng thành hai chi hạm đội với những cái tên bắt đầu bằng “W” và “Z” tương ứng; cho dù, giống như lớp U và V dẫn trước, hai chiếc soái hạm khu trục được đặt tên theo những gương mặt hải quân nổi bật, vốn là thông lệ của Hải quân Hoàng gia trước chiến tranh. Chúng được biết đến như là Chi hạm đội Khẩn cấp 9 và Chi hạm đội Khẩn cấp 10 tương ứng, và phục vụ trong vai trò hộ tống hạm đội và hộ tống các đoàn tàu vận tải trong Thế Chiến II.
Trong thập niên 1955, nhiều chiếc đã được chuyển giao cho Israel, Ai Cập, Nam Tư, Nam Phi. Không chiếc nào bị mất trong Thế Chiến II, nhưng INS Eilat của Israel (nguyên là chiếc HMS Zealous) đã bị tàu tên lửa Ai Cập đánh chìm trong cuộc xung đột Israel-Ai Cập vào tháng 10 năm 1967.

## Thiết kế
Lớp W và Z lặp lại những chi tiết thiết kế của lớp U và V dẫn trước, với những cải biến nhỏ ở cấu trúc dàn điều khiển hỏa lực. Lớp phụ Z trang bị pháo 4,5 in (110 mm) thay vì cỡ 4,7 in (120 mm) như trên lớp W.

## Những chiếc trong lớp
| Tên          | Đặt lườn             | Hạ thủy              | Hoàn tất             | Số phận |
| Lớp W        | Lớp W                | Lớp W                | Lớp W                | Lớp W |
| ------------ | -------------------- | -------------------- | -------------------- | --- |
| Kempenfelt † | 24 tháng 6 năm 1942  | 8 tháng 5 năm 1943   | 25 tháng 10 năm 1943 | Bán cho Nam Tư như là chiếc Kotor năm 1956; tháo dỡ 1971                                                   |
| Wager        | 20 tháng 11 năm 1942 | 1 tháng 11 năm 1943  | 14 tháng 4 năm 1944  | Bán cho Nam Tư như là chiếc Pula năm 1956                                                                  |
| Wakeful      | 3 tháng 6 năm 1942   | 30 tháng 6 năm 1943  | 17 tháng 2 năm 1944  | Cải biến thành tàu frigate chống tàu ngầm Kiểu 15; tháo dỡ 1971                                            |
| Wessex       | 25 tháng 10 năm 1942 | 2 tháng 9 năm 1943   | 11 tháng 5 năm 1944  | Bán cho Nam Phi như là chiếc Jan van Riebeeck năm 1950; ngừng hoạt động 1978; đánh chìm như mục tiêu 1980. |
| Whelp        | 1 tháng 5 năm 1942   | 3 tháng 6 năm 1943   | 25 tháng 4 năm 1944  | Bán cho Nam Phi như là chiếc Simon van der Stel năm 1953; tháo dỡ tại Durban 1976                          |
| Whirlwind    |                      | 30 tháng 8 năm 1943  |                      | Cải biến thành tàu frigate chống tàu ngầm Kiểu 15; đắm như một mục tiêu 1974                               |
| Wizard       | 14 tháng 9 năm 1942  | 29 tháng 9 năm 1943  | 30 tháng 3 năm 1944  | Tháo dỡ vào tháng 3 năm 1967 tại Inverkeithing                                                             |
| Wrangler     | 23 tháng 9 năm 1942  | 29 tháng 9 năm 1943  | 14 tháng 7 năm 1944  | Bán cho Nam Phi như là chiếc Vrystaat 1957; đánh chìm như một mục tiêu 1976                                |
| Lớp W        |                      |                      |                      | |
| Myngs †      | 27 tháng 5 năm 1942  | 31 tháng 5 năm 1943  | 23 tháng 6 năm 1944  | Chuyển cho Ai Cập năm 1955 như là chiếc El Qaher; bị máy bay Israel đánh chìm 1970                         |
| Zephyr       | 13 tháng 7 năm 1942  | 15 tháng 7 năm 1943  | 6 tháng 9 năm 1944   | Tháo dỡ tại Dunston, tháng 7 năm 1958                                                                      |
| Zambesi      | 21 tháng 12 năm 1942 | 21 tháng 11 năm 1943 | 18 tháng 7 năm 1944  | Tháo dỡ tại Briton Ferry, tháng 12 năm 1959                                                                |
| Zealous      | 5 tháng 5 năm 1943   | 28 tháng 2 năm 1944  | 9 tháng 10 năm 1944  | Chuyển cho Israel năm 1955 như là chiếc Eilat; bị đánh chìm trong chiến đấu 1967                           |
| Zebra        | 14 tháng 5 năm 1942  | 18 tháng 3 năm 1944  | 13 tháng 10 năm 1944 | Tháo dỡ tại Newport, tháng 2 năm 1959                                                                      |
| Zenith       | 19 tháng 5 năm 1942  | 5 tháng 6 năm 1944   | 22 tháng 12 năm 1944 | Chuyển cho Ai Cập năm 1955 như là chiếc El Fateh; hiện đại hóa tại Anh 1963-1964.                          |
| Zest         | 21 tháng 7 năm 1942  | 14 tháng 10 năm 1943 | 12 tháng 7 năm 1944  | Cải biến thành tàu frigate chống tàu ngầm Kiểu 15; bị bán năm 1969 và tháo dỡ năm 1970                     |
| Zodiac       |                      | 11 tháng 3 năm 1944  |                      | Chuyển cho Israel năm 1955 như là chiếc Yaffo; ngừng hoạt động 1972                                        |

†: Soái hạm khu trục